# Distretto di Yıldırım
Il distretto di Yıldırım (in turco Yıldırım ilçesi) è uno dei distretti della provincia di Bursa, in Turchia.